# Agnyphantes expunctus
Agnyphantes expunctus är en spindelart som först beskrevs av O. Pickard-Cambridge 1875.  Agnyphantes expunctus ingår i släktet Agnyphantes och familjen täckvävarspindlar. Arten är reproducerande i Sverige. Inga underarter finns listade i Catalogue of Life.